# Socha svatého Václava (Oldřichovice)
Pískovcová socha svatého Václava se nalézá u chodníku ve vesnici Oldřichovice, místní části okresního města Ústí nad Orlicí. Socha se nalézá nad chodníkem vedoucím od sochy Bičování Krista k lávce přes řeku Tichá Orlice.

## Popis
Pískovcová socha svatého Václava stojí v Oldřichovicích nad řekou Tichá Orlice u odbočky z chodníku vedoucího k lávce přes řeku.
Na nízkém hranolovém podstavci nahoře ozdobeném profilováním stojí užší pilíř. Podstavec ná přední stranu vypouklou a ozdobenou rámečkem s nedochovaným textem.
Pilíř je po stranách ozdoben volutami a nahoře zakončen profilovanou, nahoru obloukovitě vzepjatou římsou uzdobenou medailonem s reliéfem květu. Přední strana pilíře je vypouklá a dole se nalézá ozdobný rámeček s nápisem „Sancte Venceslae ora pro nobis“. Nad rámečkem je vytesán nápis IHS ozdobený střapci.
Na římse stojí na nízkém podstavci pískovcová socha svatého Václava v životní velikosti oděného v tradiční oděv s knížecí čapkou na hlavě. Kníže se pravou rukou opírá o štít se svatováclavskou orlicí a v levé ruce drží praporec.

## Galerie

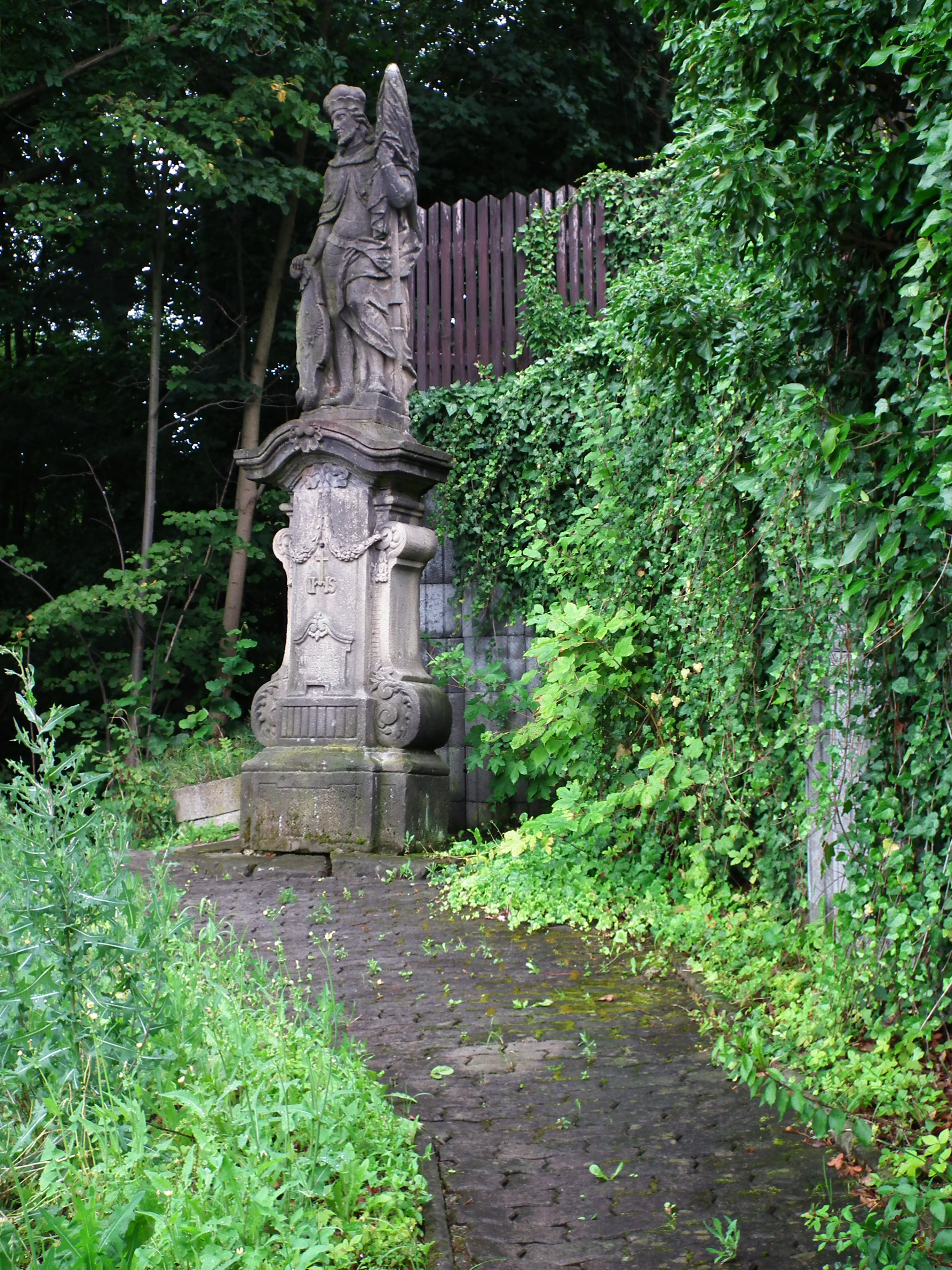
socha svatého Václava v Oldřichovicích v roce 2017